# Phrygilus punensis
Phrygilus punensis, também conecida como canário-montês-peruano ou tentilhão-peruano, é uma espécie de ave da família Emberezidae e do gênero Phrygilus. É encontrada principalmente no Peru.

## Taxonomia
A espécie foi descrita oficialmente em 1887 por Robert Ridgway.